# Национальная авиационная ассоциация

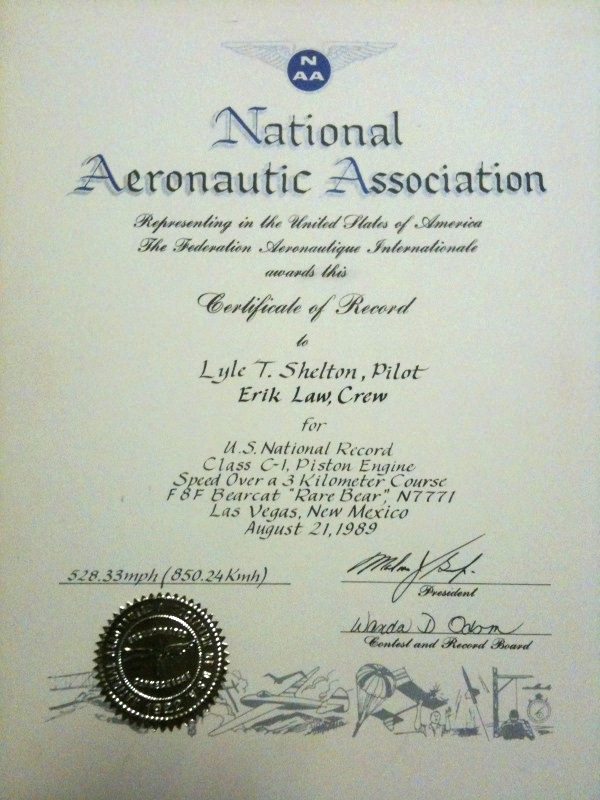
Один из сертификатов, выданных Национальной авиационной ассоциацией

Национальная авиационная ассоциация США (аббр. НАА (кирил.), NAA (лат.) от англ. National Aeronautic Association) — некоммерческая организация, является одним из основателей Международной авиационной федерации. Компания основана в 1905 году и является старейшим национальным авиационным клубом в США и одним из старейших в мире «Аэроклубом Соединённых Штатов» и, согласно заявлению о миссии, «…посвящена развитию искусства, спорта и науки об авиации в Соединённых Штатах». Штаб-квартира НАА находится в Национальном аэропорту имени Рональда Рейгана в Вашингтоне (федеральный округ Колумбия).

## История
НАА была основана в 1905 году как Аэроклуб Америки (АА) членами Автомобильного клуба Америки. С самого начала целью АА было продвижение авиации любым возможным способом, как в сфере спорта, так и в коммерческих целях. В 1922 году он был включён в качестве преемника Аэроклуба и продолжал миссию первоначальной группы по развитию авиации. НАА активно участвовала в развитии авиации в Соединённых Штатах почти с самого начала, вплоть до того, что она была единственным эмитентом лицензий пилотов в Америке до принятия Закона о гражданской авиации 1926 года. Председателем НАА является Джеймс Албо. Президентом и главным исполнительным директором НАА является Грег Принципато (англ. Greg Principato).

## НАА и Международная авиационная федерация
В 1905 году НАА присоединилось к Германии, Испании, Бельгии, Великобритании, Италии, Швейцарии и Франции, чтобы создать международную авиационную организацию — Международная авиационная федерация (МАФ (кирил.), FAI) — с целью развития авиационной деятельности во всём мире. МАФ является организацией, ответственной за установление правил установления рекордов и соревнований, а также за признание международных достижений в области аэронавтики и космонавтики.
НАА является крупнейшим членом МАФ и отвечает за назначение представителей в 15 крупных авиационных спортивных и технических комитетов МАФ. НАА также представляет интересы США в авиации на ежегодной Генеральной конференции МАФ.

## Миссия
На НАА возложены три отдельные обязанности: запись и сертификация авиационных и аэрокосмических записей, управление авиационными трофеями и наградами, а также работа с авиационными спортивными организациями в Америке над развитием их индивидуальных видов спорта.

## Авиационные и аэрокосмические записи
НАА сертифицировало авиационные и аэрокосмические записи в США с 1905 года. Его база данных записей насчитывает более 8000 записей, включая полёты на воздушных шарах, дирижаблях, самолётах (наземные самолёты, гидросамолёты, очень лёгкие самолёты), планёры, вертолёты, автожиры, модельные самолёты, парашюты, самолёты, работающие на силе людей, космические корабли, самолёты с наклонным крылом / двигателем наклона, дельтапланы, парапланы, микропланы, космические модели и беспилотники. Кроме того, НАА сертифицирует широкий спектр записей, включая высоту, время набора высоты, расстояние, скорость, максимальную полезную нагрузку и эффективность. Как представитель США в МАФ, Национальная авиационная ассоциация является единственным органом, осуществляющим надзор и сертификацию всех авиационных записей, которые имеют место в Соединённых Штатах. В среднем НАА сертифицирует 150 записей каждый год. Процесс записи НАА направляется Советом по контролю и записи НАА и управляется директором по конкурсу и записи НАА Артуром В. Гриндфилдом (англ. Arthur W. Greendfield). Легко выполнить попытку записи на обычном самолёте, но есть некоторые документы и проверка.

## Программа NAA Luncheon
Программа NAA Luncheon объединяет лидеров авиационной и аэрокосмической промышленности с профессионалами из столичного Вашингтона. Выступающие на высших уровнях правительства, промышленности и ассоциаций рассмотрели важные вопросы, связанные с Министерством обороны, военными службами и вопросами аэрокосмической промышленности.
Программа NAA Luncheon проводится Национальным комитетом авиационных наград и мероприятий.